# ترشيح (سياسة)

ترشيح هو جزء من عملية اختيار مرشح للانتخاب. مجموعة من المرشحين الذين تم أختيارهم من القائمة الكاملة للمرشحين ووضعهم في قائمة قصيرة. على سبيل المثال عندما يقوم حزب سياسي اختيار مرشحه الرسمي لمنصب معين، أو ترشيح شخص لوظيفة معينة أو للحصول على جائزة.

## المكتب السياسي
تتم عملية انتخاب مرشح لحزب سياسي اما عن طريق انتخابات أولية أو تجمع حزبي سياسي، وفقًا لقواعد الحزب وأي قوانين انتخابية معمول بها.